# Interplanet Overdrive
«Interplanet Overdrive» — третій студійний альбом гурту SINOPTIK, що вперше був опублікований 2016 року. 15 жовтня 2015 вийшов перший сингл «White Cats», одночасно з публікацією відеокліпу. У 2017 році випущений на вінілових платівках і в цифровому форматі.

## Початок та запис
Початок роботи над альбомом стартував у 2014 році, після виходу «16/58». Запис проходив в різних місцях, але найбільше — на їх власній студії (Sinoptik Mobile Studio) і тривав півроку. Зведенням займався Дмитро Афанасьєв-Гладких.
Перший варіант назви альбому — «Nuclear Baroque». Але хлопці зійшлися на назві однієї з композицій — «Interplanet Overdrive», що походить від «Interstellar Overdrive» з дебютного альбому Pink Floyd «The Piper at the Gates of Dawn».

## Реліз і промоція
Про вихід альбому гурт заявив наприкінці 2015, тоді й розпочалася краудфандингова кампанія, ціль якої було зібрати кошти на мастеринг від відомого звукорежисера Маора Аппельбаума (англ. Maor Appelbaum).  Інтернет-реліз — 5 квітня 2016 року, презентація альбому відбулась 29 квітня у київському клубі MonteRay.
Першим синглом стала пісня «White Cats», що була випущена восени 2015, а другим був подвійний сингл «Hail / White Cats». Третій сингл і відеокліп на пісню «Mother Song» було випущено в один день, 19 квітня 2016.
Наприкінці 2017, в інтерв'ю журналу Фокус Дмитро Афанасьєв-Гладких заявив таке:
|  | Ми не дуже ним задоволені. Писали його самі, але ж дуже важко подивитися на себе з боку.Оригінальний текст (рос.) Мы не очень им довольны. Писали его сами, но ведь очень трудно посмотреть на себя со стороны. |

## Сприйняття і відгуки
Альбом отримав в цілому позитивні відгуки, потрапивши до численних річних рейтингів і списків. Інтернет-видання LiRoom описало «це той випадок, коли платівка є новаторською для України і недостатньо конкурентною в світовому контексті».
Сайт Karabas Live у 2017 році включив альбом до списку «100 головних альбомів української незалежності». Пісня «Brother» посіла 16 місце у хіт-параді Тор-40 радіо Submarina у січні 2017.

### Річні рейтинги
| Місце в рейтингу | Назва рейтингу                                  | Назва видання | Дж.    |
| ---------------- | ----------------------------------------------- | ------------- | ------ |
| 11               | 16 кращих українських альбомів 2016 року        | LiRoom        | [ 13 ] |
| 3                | Кращі українські альбоми 2016 року (11 позицій) | Сегодня       | [ 16 ] |
| 5                | 40 лучших украинских альбомов 2016 года         | Comma         | [ 17 ] |

Також, альбом увійшов до таких списків:
- «10 найгучніших українських альбомів року» (2016, Українська правда)[18]
- «15 українських альбомів року» (2016, BBC Україна)[19]
- «ТОП-20 найкращих альбомів нового шоу-бізнесу України 2016 року» (Новий шоу-бізнес України)[20]
- «12 найцікавіших українських музичних альбомів 2016 року» (Телеканал 24)[2]

## Список композицій
Автор слів Sinoptik і Яна Афанасьєва-Гладких, автор музики Sinoptik. 
| CD, ЦД, LP (Лімітоване видання) | CD, ЦД, LP (Лімітоване видання) | CD, ЦД, LP (Лімітоване видання) |
| #                               | Назва                           | Тривалість                      |
| ------------------------------- | ------------------------------- | ------------------------------- |
| 1.                              | «Mother Song»                   | 04:35                           |
| 2.                              | «White Cats»                    | 06:00                           |
| 3.                              | «Lazy Morning»                  | 04:30                           |
| 4.                              | «Brother»                       | 07:52                           |
| 5.                              | «Hail»                          | 03:44                           |
| 6.                              | «i.o.»                          | 05:01                           |
| 7.                              | «Crop Circles»                  | 08:00                           |
| 39:46                           |                                 |                                 |

## Учасники запису
Sinoptik
- Дмитро «Синоптик» Афанасьєв-Гладких — гітара, клавіші, вокал, продюсування, зведення.
- Дмитро Сакір — бас-гітара, дизайн
- В'ячеслав Лось — барабани, дизайн

Додатковий персонал
- Олександр Лавренюк — звукорежиссура, зведення;
- Маор Аппельбаум — мастеринг;
- Мартін Боус — ремастеринг для LP-видання.

## Історія випуску
| Регіон          | Дата          | Формат                 | Лейбл         |
| --------------- | ------------- | ---------------------- | ------------- |
| Україна         | 5 квітня 2016 | Інтернет-реліз, CD     | -             |
| По всьому світі | 2017          | Цифрова дистистрибуція | Moon Records  |
| По всьому світі | 9 червня 2017 | LP                     | Aby Sho Music |